# 黄河钢琴协奏曲
鋼琴協奏曲《黃河》是1968年到1969年间音乐家殷承宗、储望华等由改編冼星海《黃河大合唱》创作的协奏曲。
冼星海於1939年在延安完成《黄河大合唱》，1941年往莫斯科进修，把此曲重新编写及配器。其后分別由李焕之、瞿维及严良堃等先后加工整理。
黄河钢琴协奏曲由殷承宗於1970年5月1日在北京民族文化宮首演，于1971年灌制成唱片，成为传播最广的中国大陆交响乐作品之一。

## 作者
1968年，中央文革小组计划把《黄河大合唱》改编为钢琴协奏曲《黄河》，由當时因《鋼琴伴唱〈紅燈記〉》出名的殷承宗主持。殷承宗和盛礼洪（主持配乐工作）、储望华、刘庄一起，在李德伦、石叔诚的协助下于1969年完成。
儲望華於文革期間的大部份作曲都是基於個人創作，但當時在文革中國卻流行「集體創作」，钢琴协奏曲《黃河》被宣傳成為「按江青指示，跟殷承宗、劉莊、盛禮洪、石叔誠及許斐星六人合力將黃河大合唱改編湊合而成」。

## 结构
1. 《黃河船夫曲》：回旋曲式，改编自《黄河大合唱》第一乐章，D大调。描述黃河驚濤駭浪的險峻與氣勢，乐章當中運用大量快速半音音階漸強音型，定音鼓及大鈸的長擂等手法模仿黄河传来的浪声和雷声，皆為文化大革命時期樣板戲所慣用，具有民族音乐特色。[3]
2. 《黃河頌》：带引子和尾聲的复二部曲式，主要在降B宮調上发展[4]，原為男聲獨唱以雄壯豪邁的旋律，讚歎黃河的歷史與氣勢。曲作者透過此段廣闊的中國式宣敍調，配合大提琴合奏的音色，帶出該曲的民族風格。
3. 《黃河憤》：以竹笛伴以豎琴吹奏陝北風格的引子，旋律是溫婉的《黃水謠》，緊接悲憤深沉的《黃河憤》。[4]
4. 《保衛黃河》：变奏曲式，改编自《黄河大合唱》第八乐章《保卫黄河》和第九乐章《怒吼吧！黄河》，先由铜管乐器在C大调上吹出引子，随后沿用大合唱的複調卡農（canon）手法，各聲部互相模仿追逐[5]，以擴展氣氛及情緒，表達「保家衛國」之主題；而《东方红》的音調貫穿整樂章。包括殷承宗的電影版本及其他流通的版本，於此樂章高潮樂隊齊奏《東方紅》後，運用中國傳統音樂的「換尾」手法，使鋼琴再次奏出《保衛黃河》主題，與弦樂卡農競奏後由小號奏出「東方紅」第一句後，接上《國際歌》的尾句和钢琴三连音华彩為結束。[6][3]

总体上，该曲情感丰富并结合了中国大陆民族音乐特色。

## 重要影響
2007年10月，中國第一顆探月衛星嫦娥一號中，也特別搭载這首乐曲登上月球。